# Kristy Wu
Kristy Wu (Los Angeles, Califórnia, 11 de outubro de 1982) é uma atriz norte-americana de ascendência chinesa. Ficou reconhecida por interpretar Melissa Wu em Flight 29 Down.

## Filmografia

### Filmes
| Ano  | Título original         | Título em português                                     | Papel        | Observações |
| 1999 | Drive Me Crazy          | Fica Comigo (Br) / A Vizinha da Porta ao Lado (Pt)      | Liz          |             |
| 2000 | What's Cooking?         |                                                         | Jenny Nguyen |             |
| 2003 | Future Tense            |                                                         |              | TV Movie    |
| 2005 | Cry Wolf                | Cry Wolf: O Jogo da Mentira (Br) / Na Pele do Lobo (Pt) | Regina       |             |
| 2006 | Return to Halloweentown | Retorno a Halloweentown (Br)                            | Scarlett     | TV Movie    |
| 2007 | Lions for Lambs         | Leões e Cordeiros (Br) / Peões em Jogo (Pt)             | Melissa      |             |
| 2008 | Mask of the Ninja       |                                                         | Miko         | TV Movie    |
| 2009 | Father vs. Son          |                                                         | Cydney       |             |
| 2010 | Flight 29 Down          | Resgate do voo 29 (Br)                                  | Melissa      |             |
| 2011 | Almost Perfect          |                                                         | Natalia      |             |

### Televisão
| Ano  | Título original          | Título em português                                             | Papel      | Observações |
| 1999 | Arli$$                   |                                                                 |            |             |
| 1999 | Freaks and Geeks         | A Nova Geração(Pt)                                              | Mousy Girl |             |
| 1999 | Moesha                   |                                                                 | Lisa       |             |
| 2003 | Buffy the Vampire Slayer | Buffy, A caça Vampiros (Br) / Buffy - Caçadora de Vampiros (Pt) | Chao Ahn   |             |
| 2004 | Joan of Arcadiar         |                                                                 | Annie      |             |
| 2005 | Flight 29 Down           | Resgate do voo 29 (Br)                                          | Melissa    |             |